# K-1 (formuła walki)
K-1, K-1 rules – formuła walki sportowej w kick-boxingu i dyscyplinach pokrewnych (karate, boks tajski). Formuła wprowadzona i spopularyzowana przez japońską organizację K-1, dozwolone są wszelkie techniki bokserskie, obrotowe uderzenia pięścią, kopnięcia, jedno uderzenie w klinczu oraz ciosy kolanami, bez względu na wysokość; nie wolno uderzać łokciem; walka odbywa się na ringu, standardowo trwa 3 × 3 lub 5 × 3 min.

## Zasady

### Kwestie techniczne
Zawodnicy rywalizują w kwadratowym ringu o wymiarach 6 × 6 m. Obowiązkowy sprzęt ochronny stanowią rękawice bokserskie, ochraniacz na krocze oraz ochraniacz na zęby.
Walka trwa 3 rundy po 3 minuty (gdy sędziowie nie są w stanie wyłonić zwycięzcy mogą zarządzić 1 lub 2 rundy dodatkowe) lub rzadziej 5 rund po 3 minuty (w tym wypadku, gdy sędziowie nie są w stanie wyłonić zwycięzcy ogłasza się remis). Możliwe rozstrzygnięcia to: nokaut (KO), nokaut techniczny (TKO), wygrana przez decyzję sędziów, remis lub uznanie walki za nieodbytą. Trzy nokdauny w jednej rundzie oznaczają nokaut.
Co do odmienności zasad w walkach turniejowych patrz: K-1 World Grand Prix.

### Dozwolone techniki
Walka toczy się wyłącznie w „stójce” (zakaz walki w parterze). Dozwolone są wszelkie ciosy bokserskie (plus uderzenie obrotowe grzbietem pięści, ang. backfist) oraz kopnięcia (w tym kolanem). Pole rażenia to zarówno głowa, korpus, jak i nogi przeciwnika.
Klinczowanie jest dopuszczalne, pod warunkiem, że ma na celu zadanie ciosu (głównie kolanem). W przeciwnym wypadku sędzia ringowy jest obowiązany rozerwać klincz. Dozwolone jest przechwytywanie nogi kopiącego rywala, a także przytrzymywanie jedną ręką jego głowy w celu zadania uderzenia. Jednak po dokonaniu tego można zadać tylko jeden cios, po czym należy uwolnić nogę lub głowę.

### Faule
Zabronione są m.in.:
- ciosy zadawane głową,
- ciosy zadawane łokciem,
- ciosy w krocze,
- ciosy w tył głowy,
- większość rzutów oraz wszelkie dźwignie,
- duszenia i ciosy w gardło,
- gryzienie,
- uderzanie przeciwnika znajdującego się na ziemi,
- uderzanie przeciwnika odwróconego plecami,
- trzymanie się lin,
- uporczywe klinczowanie w celu unikania walki[2].

W przypadku wykroczenia sędzia ringowy może zwrócić uwagę, wydać ostrzeżenie lub odjąć punkt faulującemu zawodnikowi. Dwukrotne zwrócenie uwagi równa się ostrzeżeniu, a dwukrotne ostrzeżenie odjęciu punktu (żółta kartka). Odjęcie trzech punktów w jednej rundzie oznacza dyskwalifikację (czerwona kartka). Jeśli sędzia uzna, że faul został popełniony umyślnie albo spowodował uszczerbek na zdrowiu zawodnika, odjęcie punktów nie musi być poprzedzone ostrzeżeniem.

### Sędziowie i punktacja
Zespół sędziowski stanowi sędzia ringowy oraz trzech sędziów punktowych. Aby wyłonić tryumfatora, co najmniej dwóch sędziów punktowych musi wskazać zwycięzcę (np. jeśli zrobił to tylko jeden z nich, a dwaj pozostali przyznali remis, w zależności od rodzaju walki ogłasza się rundę dodatkową lub remis). Walka jest oceniona na podstawie poniższych kryteriów według ustalonej kolejności:
- liczba nokdaunów,
- stopień obrażeń zadanych rywalowi,
- liczba celnych ciosów,
- agresja (aktywność w ofensywie)[2].

Za każdą rundę walki obaj zawodnicy otrzymują 10 punktów, z tej puli odlicza się:
- 1 punkt, gdy w opinii sędziego zawodnik przegrał rundę,
- 2 punkty za nokdaun (wyjątkowo 1, gdy nokdaun został uznany za chwilowy, tzw. flash knockdown),
- 3 punkty za dwa nokdauny,
- 1 lub 2 punkty za faule[2].